# Natalie Imbruglia
Natalie Jane Imbruglia (/ɪmˈbruːliə/; sinh ngày 4 tháng 2 năm 1975) là nữ ca sĩ kiêm sáng tác nhạc, người mẫu và diễn viên người Anh gốc Úc. Sau nhiều lần xuất hiện trong các chương trình quảng cáo truyền hình, cô vào vai Beth Brennan trong loạt chương trình truyền hình dài tập Úc Neighbours vào đầu thập niên 1990. 3 năm sau khi rời chương trình, cô ký hợp đồng thu âm cùng hãng RCA Records và khởi nghiệp ca hát bằng album đầu tay Left of the Middle (1997). Album chạm mốc 7 triệu bản trên toàn cầu vào năm 2002 và trở thành một trong những album đầu tay bán chạy nhất mọi thời đại bởi một nữ nghệ sĩ người Úc; đĩa đơn quốc tế đầu tay trích từ album, "Torn" đạt thành công lớn về mặt thương mại và đem về cho Imbruglia đề cử giải Grammy cho "Trình diễn giọng pop nữ xuất sắc nhất".
Hai album phòng thu kế tiếp, White Lilies Island (2001) và Counting Down the Days (2005) đều được chứng nhận đĩa Vàng tại Anh Quốc và đạt thành công vừa phải tại khu vực châu Âu, với Counting trở thành nhà quán quân đầu tiên của cô tại UK Albums Chart. Các đĩa đơn "Wrong Impression" và "Shiver" trích từ hai album trên đều vươn lên các thứ hạng cao thị trường châu Âu. Sau khi phát hành album tổng hợp Glorious: The Singles 97–07 (2007), cô tiếp tục cho ra mắt album Come To Life (2009) và Male (2015).
Cho đến nay, Imbruglia đã được ghi nhận bán ra 10 triệu đĩa nhạc trên toàn cầu và tổng cộng hơn 3 năm xuất hiện trên các bảng xếp hạng thu âm Anh Quốc. Cô là chủ nhân của 1 giải Video âm nhạc của MTV, 1 giải Âm nhạc châu Âu của MTV, 7 giải ARIA, 2 giải Brit và 3 đề cử giải Grammy. Cô lần đầu xuất hiện trên màn ảnh rộng trong bộ phim hài Johnny English (2003) và tiếp tục tham gia trong bộ phim được khen ngợi tại Úc Closed for Winter (2009). Vào tháng 4 năm 2014, cô góp mặt trong vở kịch đầu tiên được chuyển thể từ "Things We Do For Love" của Alan Ayckbourn tại Theatre Royal, Bath. Vào năm 2010, Imbruglia thay thế Dannii Minogue làm giám khảo cho chương trình The X Factor Úc mùa thứ hai. Sau khi kết hôn cùng trưởng nhóm Silverchair Daniel Johns tại Port Douglas, Queensland, Úc trong đêm Giao thừa năm 2003, cả hai thông báo ly hôn vào tháng 1 năm 2008 sau 5 năm chung sống.

## Danh sách đĩa nhạc
- Left of the Middle (1997)
- White Lilies Island (2001)
- Counting Down the Days (2005)
- Come to Life (2009)
- Male (2015)